# L'Ovni
Pour les articles homonymes, voir OVNI (homonymie).
Albums de Jul
Émotions
(2016) Je ne me vois pas briller
(2017)
Singles
1. C'est le son de la gratte
Sortie : 8 novembre 2016
2. Tchikita
Sortie : 14 novembre 2016
3. On m'appelle l'ovni
Sortie : 3 décembre 2016
4. Qui a dit ?
Sortie : 24 décembre 2016
5. Elle et l'autre
Sortie : 9 mars 2017

L'Ovni est le sixième album studio du rappeur français Jul sorti le 2 décembre 2016 via le label D'or et de platine.

## Genèse
Quatrième album de Jul en 2016, L'Ovni sort le même jour que l'album Cyborg de Nekfeu. L'album comptabilise 72 313 ventes lors de la première semaine d'exploitation, c'est-à-dire le meilleur démarrage dans la carrière de Jul et le deuxième plus gros démarrage d'album de l'année au sein du rap français après l'album Dans la légende de PNL.

## Accueil commercial
L'Ovni décroche le disque de platine en deux semaines. Il passe double disque de platine début janvier 2017 puis triple disque de platine en mars 2017.
Le 13 juin 2022, l'album accède à la certification ultime, le disque de diamant en atteignant 500 000 ventes presque six ans après sa sortie. Il s'agit du deuxième disque de diamant de la carrière de Jul après My World.

## Clips vidéo
- C'est le son de la gratte : 8 novembre 2016
- On m'appelle l'ovni : 3 décembre 2016
- Qui a dit ? : 24 décembre 2016
- Elle et l'autre : 9 mars 2017

## Liste des titres
| No  | Titre                                                | Durée |
| --- | ---------------------------------------------------- | ----- |
| 1.  | On m'appelle l'ovni                                  | 2:56  |
| 2.  | C'est le son de la gratte                            | 2:57  |
| 3.  | C'est ça                                             | 2:46  |
| 4.  | Je m'en fous de ta nana                              | 2:25  |
| 5.  | Qui a dit ?                                          | 3:34  |
| 6.  | Je dis rien, je vois tout, j'entends                 | 3:53  |
| 7.  | E.T                                                  | 2:58  |
| 8.  | Je fais le sourd                                     | 3:05  |
| 9.  | Elle et l'autre                                      | 3:40  |
| 10. | Y'a pas de stress                                    | 2:51  |
| 11. | J'ai dit...                                          | 2:52  |
| 12. | Ah c'est comme ça ! (Avec Axèle et Ghetto Phénomène) | 4:02  |
| 13. | Jusqu'ici tout va bien                               | 3:43  |
| 14. | J'ai fumé ma ganja                                   | 3:35  |
| 15. | Je te voyais comme... (avec Moubarak)                | 2:46  |
| 16. | Je sais ce que je vaux                               | 3:35  |
| 17. | Peu m'importe                                        | 2:42  |
| 18. | ¿ Qué Pasa ?                                         | 4:26  |
| 19. | ¿ Cómo te Llamas ?                                   | 4:09  |
| 20. | Je suis pas fou                                      | 3:27  |
| 21. | Carnalito                                            | 3:17  |
| 22. | Mais qu'est-ce qu'on s'en bat les couilles !         | 3:19  |
| 23. | Tchikita (bonus track)                               | 3:15  |

## Titres certifiés
- On m'appelle l'ovni  Platine[6]
- C'est le son de la gratte  Platine[7]
- Je m'en fous de ta nana  Or[8]
- Qui a dit ?  Or[9]
- E.T  Or[10]
- Je fais le sourd  Or[11]
- Elle et l'autre  Diamant[12]
- Tchikita  Diamant[13]

## Ventes et certifications
| Région        | Certification | Ventes/Streams |
| ------------- | ------------- | -------------- |
| France (SNEP) | Diamant       | 500 000        |